# Enciclopedia Brockhaus

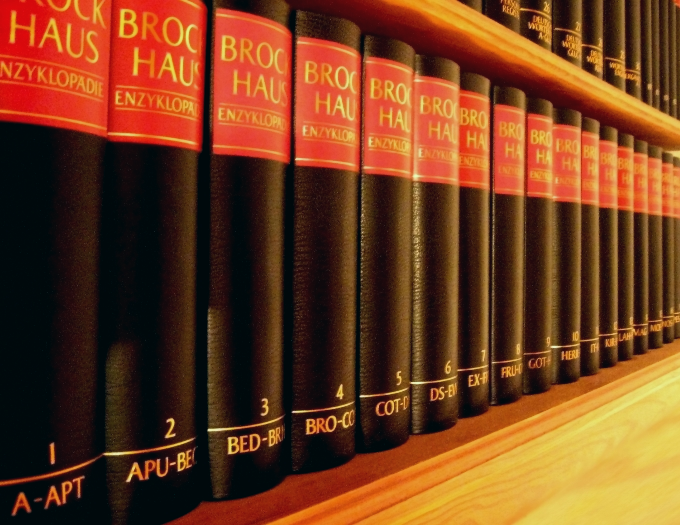
Enciclopedia Brockhaus

Brockhaus es una enciclopedia alemana publicada por la editorial F. A. Brockhaus. La primera edición fue realizada tomando como base la obra Conversations-Lexikon mit vorzüglicher Rücksicht auf die gegenwärtigen Zeiten de Renatus Gotthelf Löbel y Christian Wilhelm Franke. Publicada en Leipzig entre 1796 y 1808, fue adquirida en el último año por Friedrich Arnold Brockhaus, quien pagó por ella 1800 táleros.
Al principio el nombre de la enciclopedia permanecía como Konversationslexikon o Allgemeine deutsche Real-Encyklopädie für die gebildeten Stände; ya en la decimoquinta edición, el título es Der grosse Brockhaus. En la edición actual, se titula Brockhaus Enzyklopädie.
"Ninguna obra de referencia ha sido más útil y acertada, o ha sido copiada, imitada y traducida con más frecuencia que el Konversationslexikon de Brockhaus", decía la Encyclopædia Britannica en 1911. El trabajo fue pensado, no para uso científico, sino para promover el desarrollo del conocimiento general, ofreciendo resultados de investigación y descubrimientos en una forma simple y popular, sin detalles extensos. Los artículos son excelentes y dignos de confianza, especialmente en los temas alemanes, con amplias referencias a los mejores libros, e incluyen biografías de personas vivas.
La vigésimo primera edición de 2006 contiene cerca de 260 000 entradas en 17 000 páginas, haciéndole la enciclopedia más grande en lengua alemana. Además de los textos, incluye cerca de 35 000 mapas, gráficos y tablas. Esta vigésimo primera edición es la última edición impresa. En 2010 se publicó una versión en DVD, el «Brockhaus multimedial premium». El «Brockhaus multimedial premium» fue el último Brockhaus dirigido al público general; la siguiente edición de Brockhaus solo se distribuye a clientes institucionales, como por ejemplo universidades, escuelas, bibliotecas o empresas.
Una versión compacta de la enciclopedia se publica bajo el nombre de: Der Grosse Brockhaus in einem Band o Der Brockhaus in einem Band.

## Ediciones
- 1.ª (1809)
- 2.ª (1812-1819)
- 3.ª (1814-1819)
- 4.ª (1817-1819)
- 5.ª (1820)
- 6.ª (1824)
- 7.ª (1830)
- 8.ª (1833-1837)
- 9.ª (1843-1848)
- 10.ª (1851-1855)
- 11.ª (1864-1868, suplemento 1872-1873)
- 12.ª (1875-1879)
- 13.ª (1882-1887, suplemento 1887)
- 14.ª (1892-1895, suplemento 1897, edición revisada 1898)
- 15.ª (1928-1935) (Der Grosse Brockhaus)
- 16.ª (1952-1957) (Der Grosse Brockhaus)
- 17.ª (1966-1974) (Brockhaus Enzyklopädie)
- 18.ª (1977-1981) (Der Grosse Brockhaus)
- 19.ª (1986-1994) (Brockhaus Enzyklopädie)
- 20.ª (1996-1999) (Brockhaus Enzyklopädie)
- 21.ª (2005-2006) (Brockhaus Enzyklopädie)